# 2e brigade logistique
Pour les articles homonymes, voir 2e brigade.
La 2e brigade logistique est une ancienne unité de l'Armée de terre française. Son état-major stationné sur le camp de Souge était directement subordonné au Commandement de la force logistique terrestre (CFLT).
La 2e brigade logistique, créée le 1er juillet 1998, reprenait les traditions de la brigade logistique du 3e corps d'armée qui avait été mise sur pied le 1er juillet 1979 à Beauvais. 
Une nouvelle brigade logistique (BLOG) est reconstituée le 24 avril 2024.

## Création et différentes dénominations
- 1er juillet 1979 : Création de la Brigade Logistique du 3e Corps d'Armée à Beauvais
- 1995 : Transférée à Lille
- 1er juillet 1998 : Création de la 2e Brigade Logistique à Beauvais

## Garnison
L'état-major de la 2e Brigade Logistique était implanté sur le camp de Souge, à Martignas-sur-Jalle, situé à 20 km de Bordeaux et à 5 km de l'aéroport de Mérignac.

## Missions
- Organiser et conduire la préparation à l'engagement opérationnel.
- Mettre sur pied et projeter les détachements logistiques nécessaires aux opérations auxquelles participe la France.
- Mettre en œuvre une base logistique interarmées de théâtre ou une base de soutien divisionnaire dans le cadre d'un engagement ou de l'entraînement.

## Composition
Commandé par un colonel chef d'état-major, l'état-major se composait d'une centaine de personnes. L'État-major travaillait au profit direct du général commandant la 2e Brigade Logistique et comprenait 4 bureaux :
- bureau administration générale ;
- bureau opérations ;
- bureau préparation opérationnelle ;
- bureau systèmes d'information et de communication ;
- un peloton de quartier général.

La brigade se composait des 10 unités suivantes :
- 503e Régiment du Train[3] à Saint-Médard-en-Jalles
- 515e Régiment du Train à Brie-la-Braconne
- 517e Régiment du Train à Châteauroux-la Martinerie[4]
- 2e Régiment du Matériel Bruz
- 3e Régiment du Matériel à Muret[5]
- 4e Régiment du Matériel à Nîmes
- 7e Régiment du Matériel à Lyon
- 4e Groupe Logistique du Commissariat de l'Armée de Terre à Toulouse
- 3e Régiment Médical à La Valbonne-Belligneux

## Liens
Site officiel de la 2e BL